# Eupithecia cestata
Eupithecia cestata es una especie de polilla de la familia Geometridae. La especie fue descrita por primera vez por George Duryea Hulst habiendo sido descrita en 1896, con distribución en California, donde se encontró su lectotipo. La envergadura es de unos 21 milímetros (0,8 plg). Las alas anteriores son de color marrón claro con líneas cruzadas negruzcas. Se han registrado adultos volando de marzo a junio.